# Kazimierowo (Dobre Miasto)
Kazimierowo ist ein Ort in der polnischen Woiwodschaft Ermland-Masuren. Er gehört zur Stadt-und-Land-Gemeinde Dobre Miasto (Guttstadt) im Powiat Olsztyński (Kreis Allenstein).
Kazimierowo liegt im nördlichen Westen der Woiwodschaft Ermland-Masuren, 29 Kilometer nördlich der Kreismetropole und auch Woiwodschaftshauptstadt Olsztyn (Allenstein).
Kazimierowo ist eine Osada leśna (= „Waldsiedlung“). Über die Geschichte des Ortes gibt es keine Belege, auch keine Hinweise im Blick auf die Zeit vor 1945 und eines evtl. deutschen Ortsnamens. Das Gebiet gehörte vor 1945 zum ostpreußischen Kreis Heilsberg.
Kirchlich gehört das Gebiet zur römisch-katholischen Pfarrei in Piotraszewo (Peterswalde) bzw. zur Diözese Masuren der Evangelisch-Augsburgischen Kirche in Polen.
Nach Kazimierwo besteht lediglich eine Landwegverbindung zwischen Smolajny (Schmolainen) und Urbanowo (Zechern).